# KHD A2L 514 R
Die KHD A2L 514 R ist eine zweiachsige Diesellokomotive mit Stangenantrieb, die für den leichten Rangierdienst konzipiert wurde. Sie wurde in 26 Exemplaren von 1952 bis 1958 von KHD gebaut und in verschiedenen Industriebetrieben verwendet. Die Lokomotive ist die kleinste nach dem Zweiten Weltkrieg von KHD gebaute Lokomotive. Die Lokomotive der Buxtehude-Harsefelder Eisenbahn Nr. 224 ist bekannt, weitere Lokomotiven sind bis heute (2020) noch vorhanden.

## Entwicklung
Die Lokomotive ist die Weiterentwicklung der Vorkriegskonstruktion Deutz OME 117 R. Neu war der Zweizylinder-Viertakt-Dieselmotor KHD A2L 514 R mit Luftkühlung. Ansonsten war die Technik der Lokomotive von der Vorkriegsvariante übernommen worden. 
Die Lokomotiven wurden vorrangig an kleine bis mittlere Betriebe in Deutschland geliefert, vier Lokomotiven gingen nach Italien, drei Lokomotiven in die Niederlande, eine Lokomotive nach Frankreich und eine Lokomotive nach Luxemburg in die ARBED-Werke.

## Technik
Die Lokomotive besitzt einen Vorbau für die Maschinenanlage und einen dahinterliegenden Führerstand. 
Der luftgekühlte Zweizylinder-Viertakt-Dieselmotor ist im Vorbau untergebracht. Das mechanische Schaltgetriebe mit vier Gängen sitzt über der hinteren Achse der Lok und treibt diese direkt an. Mittels einer Kuppelstange wird die vordere Achse angetrieben. Als Bremsmöglichkeit besaß sie ursprünglich lediglich eine Handbremse. 
Die Lokomotive Nr. 224 der Buxtehude-Harsefelder Eisenbahn ist außerdem mit einer indirekten Bremse Bauart Knorr ausgerüstet. Die Lokomotive konnte Anhängelasten bis zu 360 t im 1. Gang bis 2,5 km/h bewegen. Diese Lokomotive war außerdem mit einem Handsandstreuer, einer Hupe, die von den Motorabgasen betrieben war und einer zusätzlichen elektrischen Hupe ausgestattet. Bei anderen Lokomotiven waren die Einrichtungen der indirekten Bremse nicht vorhanden.

## Einsatz
Stellvertretend für den Lebenslauf der Lokomotiven ist hier der bei der Buxtehude-Harsefelder Eisenbahn geführten Lokomotive genannt. Sie ist eine von vier an die Deutsche Bergwerks- und Hüttenbaugesellschaft in Salzgitter gelieferten Lokomotiven. Sie ging 1959 an die Salzgitter Verkehrsbetriebe und erhielt dort die Bezeichnung V 16.
1975 kam die Lok zur BHE und wurde in Harsefeld einer gründlichen Aufarbeitung unterzogen. Danach wurde sie im Verschiebedienst im Bahnhof Buxtehude Süd eingesetzt. Die Zugkraft der Lokomotive wurde mit Fotos vor langen Wagengruppen belegt.
Die Lokomotive wurde nach 2000 dem Freundeskreis der Buxtehude-Harsefelder Eisenbahn übergeben, womit ihr Erhalt gesichert ist. Weitere erhaltene Lokomotiven befinden sich im Süddeutschen Eisenbahnmuseum Heilbronn, in Italien und als Denkmal an verschiedenen Standorten.